# Сломково (Куявсько-Поморське воєводство)
Сломково (пол. Słomkowo) — село в Польщі, у гміні Александрув-Куявський Александровського повіту Куявсько-Поморського воєводства.
Населення — 302 особи (2011).
У 1975-1998 роках село належало до Влоцлавського воєводства.

## Демографія
Демографічна структура станом на 31 березня 2011 року:
|          | Загалом | Допрацездатний вік | Працездатний вік | Постпрацездатний вік |
| -------- | ------- | ------------------ | ---------------- | -------------------- |
| Чоловіки | 154     | 33                 | 110              | 11                   |
| Жінки    | 148     | 28                 | 96               | 24                   |
| Разом    | 302     | 61                 | 206              | 35                   |